# Arnold Poot
Arnold Poot (10 oktober 1924 – 9 maart 1998) was een Nederlands politicus en zakenman. Hij was raadslid in de gemeente Nuenen van 1962 tot 1978 en hij was er van 1966 tot 1974 ook wethouder.
Hij was betrokken bij de aanleg van sportpark De Lissevoort en de bouw van zwembad De Drietip en de sporthal De Hongerman. Ook was Poot betrokken bij de aanleg van de Europalaan van Eindhoven naar Nuenen, ter vervanging van de Opwettenseweg en de Boordseweg.
Poot heeft zich actief bemoeid met de realisatie van winkelcentrum het Kernkwartier. Poot verkreeg de Gouden Erepenning van de gemeente Nuenen vanwege zijn verdiensten en er is in Nuenen een straat naar hem vernoemd.
Poot werd na zijn politieke carrière bekend als zakenman. Hij exploiteerde tennishallen en had het in dat kader aan de stok had met het ABP over het niet verkrijgen van financiering, omdat Poot naar eigen zeggen weigerde smeergeld te betalen. Hijzelf ging failliet, en de kwestie leidde tot de val van ABP-hoofddirecteur Jan van der Dussen en de directeur beleggingen Ed Masson.